# Villaggio Olimpico di Roma
Il Villaggio Olimpico di Roma fu un complesso di edifici a carattere permanente e temporaneo sorto in un'area di 350000 m² nel quartiere Parioli, per ospitare atleti, funzionari tecnici e accompagnatori di tutte le discipline dei Giochi della XVII Olimpiade del 1960 (con le sole eccezioni dei calciatori, dei canottieri, dei velisti e dei cavalieri). Successivamente ai Giochi, il complesso venne consegnato all'INCIS, che lo trasformò in un quartiere residenziale per 6 500 abitanti, che ha dato il nome all'omonima zona urbanistica di Roma Capitale, con gli alloggi destinati agli impiegati statali e, nel 1985, oltre il 90% degli appartamenti venne riscattato dagli assegnatari divenendone proprietari.

## Storia

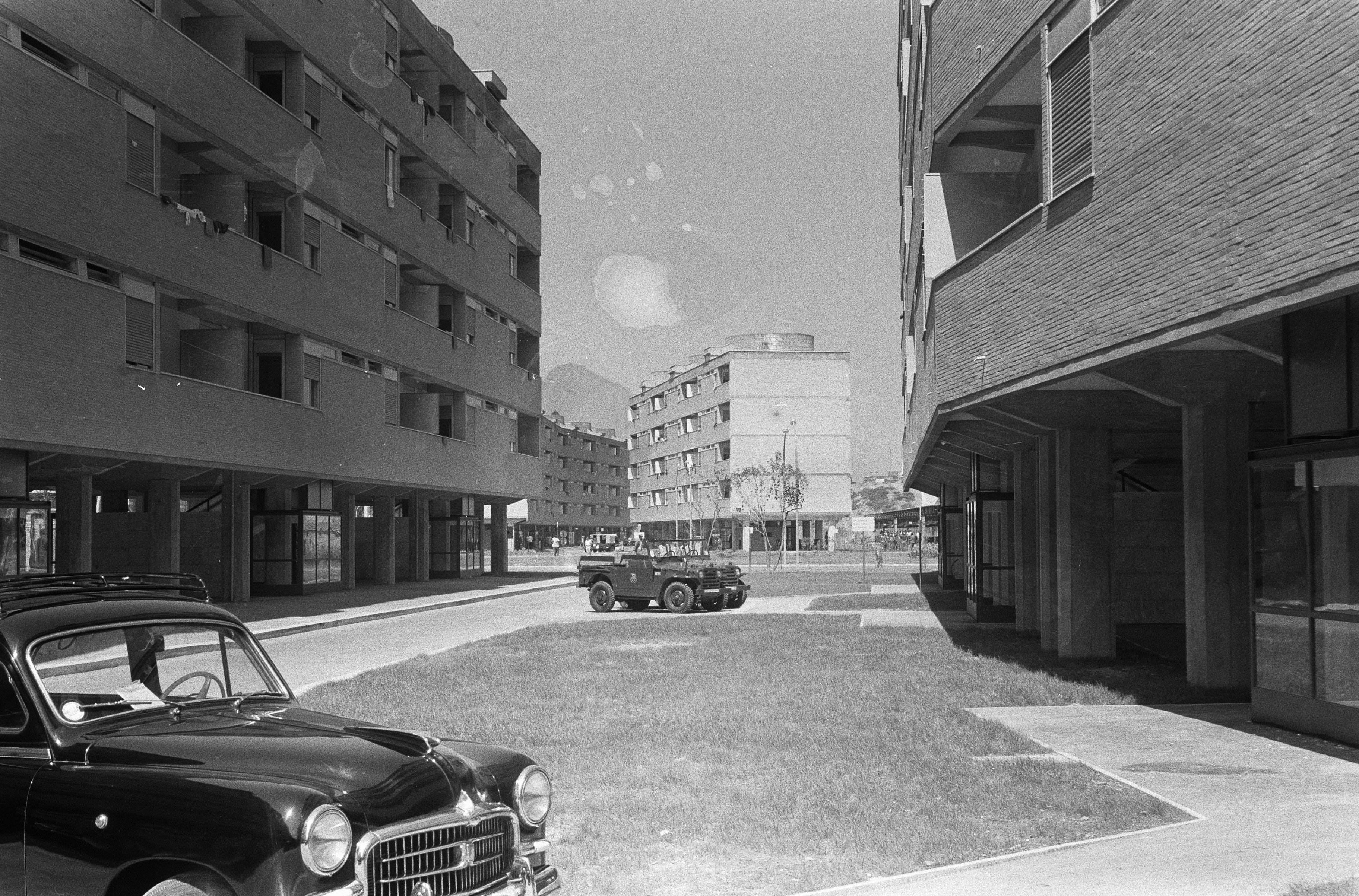
Gli edifici del Villaggio Olimpico di Roma 1960, durante l'evento.

Il 30 ottobre 1957, dopo una serie di precedenti incontri nel corso del quale erano state esaminate diverse soluzioni (tra le quali installare edifici temporanei per alloggiare gli atleti partecipanti ai Giochi), l'apposito Comitato scelse per la costruzione del Villaggio Olimpico la zona allora chiamata "Campo Parioli", nel quartiere Flaminio (area nord della Capitale, vicino al Foro Italico), nel quale sarebbero stati realizzati edifici a carattere permanente, che dopo l'evento sarebbero divenuti palazzi residenziali.
In via preliminare venne bonificata tutta l'area prescelta, nella quale vivevano centinaia di famiglie in condizioni disagiate, demolendo anche le strutture fatiscenti dell'ippodromo dei Parioli e dello Stadio Nazionale (che sarebbe stato sostituito dal nuovo Stadio Flaminio), per un costo di circa 7 000 000 000 di lire.
La cerimonia di "posa della prima pietra" per l'inizio ufficiale dei lavori di costruzione del villaggio si svolse il 10 maggio 1958.
I nuovi edifici furono realizzati dall'Istituto nazionale per le case degli impiegati statali, ente pubblico italiano, su progetto degli architetti Vittorio Cafiero, Adalberto Libera, Amedeo Nuccichenti, Vincenzo Monaco e Luigi Walter Moretti e con la collaborazione del Ministero dei Lavori Pubblici, del Comune di Roma e del CONI.
Alla copertura del primo edificio, avvenuta il 4 marzo 1959, il cantiere ebbe la visita ufficiale del presidente della Repubblica Italiana Giovanni Gronchi. I lavori si conclusero a inizio giugno del 1960 e richiesero l'impiego di 33 ditte, con una media di 900 operai al giorno sui cantieri corrispondenti a circa 500 000 giornate lavorative. Il 4 giugno vi fu la cerimonia di consegna al CONI del villaggio, alla quale parteciparono il presidente del Consiglio dei Ministri Fernando Tambroni, il ministro dei Lavori Pubblici Giuseppe Togni, il presidente dell'INCIS Umberto Ortolani, il presidente del CONI e il presidente del Comitato Organizzatore Giulio Andreotti. Il costo totale del villaggio, edificato con il contributo economico del fondo pensioni degli impiegati dello Stato, del Comune di Roma e del CONI, fu preventivato in 6 500 000 000 di lire, che divennero 8 000 000 000 di lire nel bilancio consuntivo.
La cerimonia di inaugurazione del Villaggio Olimpico si ebbe il 25 luglio, con le esecuzioni dell'Inno del Sole di Pietro Mascagni e dell'inno olimpico da parte della fanfara delle Fiamme Oro, l'alzabandiera dei vessilli delle 84 nazioni partecipanti ai Giochi e il discorso del presidente del comitato Andreotti; successivamente il CONI assegnò i locali alle varie delegazioni.
Successivamente ai Giochi, il complesso di edifici venne consegnato all'Istituto nazionale per le case degli impiegati statali, che lo trasformò in un quartiere residenziale per 6 500 abitanti con gli alloggi destinati agli impiegati statali, e nel 1985 oltre il 90% degli appartamenti venne riscattato dagli assegnatari divenendo di proprietà privata.

## Descrizione

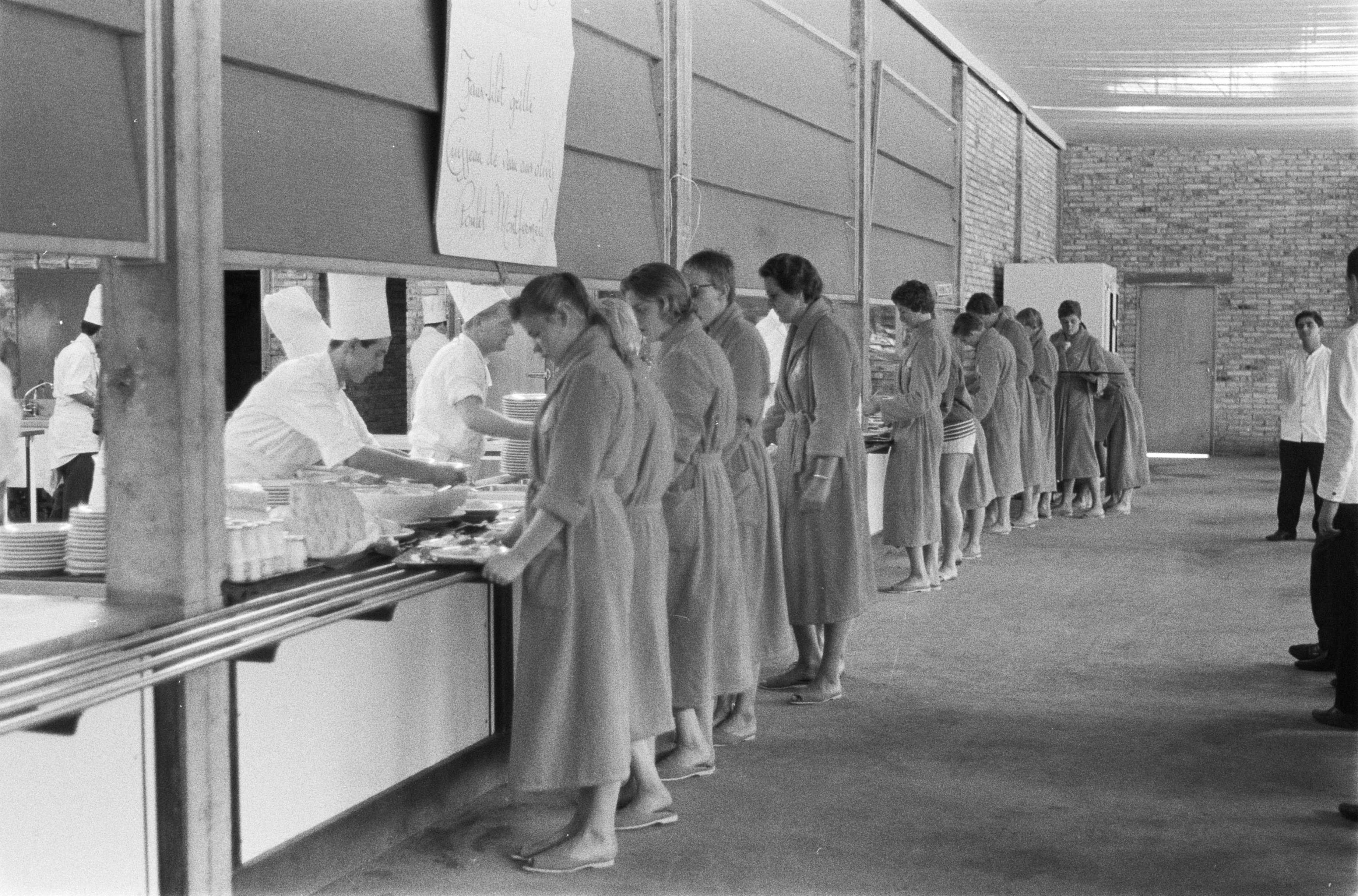
Atleti olimpici al ristorante del villaggio.

Gli edifici a carattere permanente, realizzati con la tecnica del cemento armato dall'INCIS, furono 33, che si sviluppavano da un minimo di 2 a un massimo di 5 piani, per un totale di 1 348 appartamenti (pari a 4 723 vani) e 2 960 locali destinati a servizi, corrispondenti a 582568 m³ di volume. Completavano il villaggio 13 km di nuove strade asfaltate, piazze e marciapiedi per una superficie di 110500 m² e 160000 m² di giardini.
Vennero anche realizzati dei padiglioni temporanei: un prefabbricato di 1200 m² da destinarsi all'accoglienza e punto informazione, ad uffici di banca, posta e telefoni pubblici; dieci padiglioni ristoranti, ciascuno con una cucina centrale, due sale mensa, un impianto frigorifero e gli impianti igienici, per un'area totale di 20000 m² dei quali 12780 m² di superficie coperta; tredici capannoni magazzino, per una superficie totale di 4120 m². Il Villaggio Olimpico fu infine perimetrato tramite 4300 m di recinzioni metalliche schermate da siepi rampicanti, con 27 ingressi per l'accesso dall'esterno.